# Contrat de travail en France
Pour les autres articles nationaux ou selon les autres juridictions, voir Contrat de travail.
 (novembre 2014).
En droit français, le contrat de travail est un contrat de droit privé dont la jurisprudence donne la définition suivante : « convention par laquelle une personne physique s'engage à mettre son activité à la disposition d'une autre personne, physique ou morale, sous la subordination de laquelle elle se place, moyennant une rémunération », ce qui permet de distinguer le salarié du travailleur indépendant.
Le contrat à durée indéterminée (CDI) est la forme normale du contrat de travail, qui s'achève par une démission, un licenciement ou une rupture conventionnelle.
La législation européenne fait obligation d'un contrat écrit. Mais en France il est admis que le premier bulletin de salaire en fasse office. En l'absence de contrat écrit, le contrat de travail est présumé par la jurisprudence à durée indéterminée et à temps complet, en référence à la durée légale hebdomadaire, 35 heures. Seul un contrat écrit peut attester d'une durée déterminée ou d'un temps partiel.

## Historique

### Du contrat de louage de service au contrat de travail
Le contrat de travail était appelé auparavant « contrat de louage de service » et cette terminologie se juxtaposa avec celle de contrat de travail jusqu'à ce que la loi 73-4 du 2 janvier 1973 sur le licenciement ne vienne prévoir que désormais, seul le terme de contrat de travail serait utilisé. Au départ, au XIXe siècle, le législateur se méfiait de la notion de durée indéterminée car il avait peur d’un retour à la vassalité ou à l’esclavage. Aussi le code civil ne l’admettait-il que dans la mesure où il puisse « toujours cesser par la volonté d’une des parties contractantes ». Les contrats à durée indéterminée (CDI) et les contrats à durée déterminée (CDD) cohabitent depuis cette époque. Au départ le CDD était plus protecteur, ce n’est qu’avec l’apparition du droit de licenciement (loi du 19 février 1958) et l'introduction dans les licenciements pour motif personnel de la notion de « cause juste et réelle du licenciement » (loi de 1973) que le CDI est devenu la norme au plan français. Il ne s'agit pas ici d'une exception française puisque, au plan européen, une directive du 28 juin 1999 précise explicitement que « les contrats à durée indéterminée sont la forme générale de la relation de travail ».

### Contrat de travail et législation sur les licenciements économiques
Concernant les licenciements pour motifs économiques l’autorisation administrative a été instaurée en 1975, avant d’être supprimée en 1986 par une loi qui a renforcé le contrôle du juge. Une loi de 1989 « relative à la prévention du licenciement et au droit de conversion » a généralisé les conventions de conversion et instauré le principe de la priorité de réembauche. Une loi de 1993 a imposé aux entreprises de plus de cinquante salariés licenciant pour motif économique au moins dix salariés, la mise en place d’un plan social portant sur le reclassement des salariés en interne et en externe. La loi de modernisation sociale du 17 janvier 2002 cherchait à limiter le développement du licenciement économique. La loi du 25 décembre 2004 « de cohésion sociale » est revenue aux dispositions antérieures. En effet, entre-temps les économistes (voir rapport Blanchard, Tirole et rapport Cahuc Karmarz) ont montré que le marché du travail était le lieu d’un processus de destruction créatrice à la Joseph Schumpeter et que dans ces conditions il convenait d’être prudent sur les restrictions portées aux licenciements économiques. De nos jours la tendance serait plutôt à faciliter la création de nouveaux emplois et à aider les salariés en mobilité comme l’ont fait certains pays scandinaves dans le cadre de la flexicurité

### L'affirmation des contrats à durée déterminée
Le recours au contrat de travail à durée déterminée s’est affirmé dans les années soixante-dix en même temps que les règles de licenciement devenaient plus strictes (CERC, 2005, p. 102). Si la loi de 1979 relâche les contraintes pesant sur le recours au CDD, une ordonnance de 1982, les resserre, avant que l’usage du CDD ne soit élargi en 1985 puis 1986. La loi no 90-613 du 12 juillet 1990 qui reprend l’accord national interprofessionnel du 24 mars 1990 a ouvert à nouveau le champ d’application du CDD. C'est ainsi « qu’il peut y être recouru pour des emplois à caractère saisonnier ou pour lesquels, dans certains secteurs d’activité définis par décret ou par voie de convention ou d’accord étendu, il est d’usage constant de ne pas recourir au contrat de travail à durée indéterminée en raison de la nature de l’activité exercée et du caractère par nature temporaire de ces emplois (CERC, 2005, p.106) ». Ces contrats dit d’usage posent problème car à la différence des CDD ordinaires ils ne prévoient ni prime de précarité ni limitation de durée et semblent fort utilisés dans des secteurs appelés à se développer. En 2005, près de 19,2 millions de personnes étaient en CDI, 1,7 million en CDD tandis qu’environ 600 000 salariés étaient en contrats de travail temporaires (intérim) apparus dans les années cinquante. Par rapport aux CDD, les contrats d’intérim permettent sous certaines conditions l’accès à des prestations sociales complémentaires, à un droit à la formation et un meilleur accès au logement locatif. D’une certaine façon pour les rapporteurs du CERC (2005, p. 108), il y aurait là une voie pour améliorer les CDD.

### Récapitulatif des divers types de contrats de travail
- Contrat à durée indéterminée (CDI, contrat de droit commun, cf. art. L.121-5 du Code du travail)
- Contrat à durée déterminée (CDD)
- Contrat à temps partagé aux fins d’employabilité (ou CDI d'employabilité)
- Contrat nouvelle embauche (CNE)
- Travail temporaire (Intérim)
- Contrat d'apprentissage
- Contrat de professionnalisation
- Contrat d'accompagnement dans l'emploi (CAE)
- Contrat jeune en entreprise (CJE)
- Le chèque emploi-service est un mode de paiement du salaire et des charges simplifié, utilisé en général pour les employés de maison ; mais il ne s'agit pas d'un contrat spécifique, l'employé et l'employeur doivent tout de même signer un contrat de travail.

## La formation du contrat de travail

### Trois éléments constitutifs
Du point de vue de la doctrine, le contrat de travail comporte trois éléments constitutifs :
- la prestation de travail ;
- la rémunération ;
- le lien de subordination juridique.

C’est le juge dans un arrêt de 1954 qui retient comme critère de distinction du contrat de travail, l’existence d’une subordination juridique. La subordination juridique c’est le fait que l’employeur va pouvoir diriger l’activité du salarié et lui donner des ordres pour le faire. Ce critère qui est retenu par la jurisprudence se distingue d’un autre critère retenu avant celui de la dépendance économique d’une partie au contrat envers l’autre. Si le lien de subordination juridique manque, l'employeur peut être attaqué pour délit de marchandage ou être exonéré de toute condamnation du fait d'un contrat qui ne le liait, en réalité, qu'à un prestataire en nom personnel (artisan) ou agent commercial.

### Le choix du type de contrat
En 2021 selon l'INSEE, la part de personnes employées en contrat à durée indéterminée (CDI) est de 73,7 %. Les contrats à durée déterminée (CDD) constitue 7,7 % des personnes en emploi.

#### Le contrat à durée indéterminée
Le contrat de travail à durée indéterminée est le contrat de droit commun.

#### Le contrat à durée déterminée
Le contrat de travail à durée déterminée est un contrat d'exception qui répond à un besoin momentané d'une entreprise. Son recours est limité par la loi qui fixe des interdits et les situations autorisées. Il doit être obligatoirement écrit, rédigé en français et signé par le salarié sous peine d'être requalifié par le juge en CDI.

#### Le contrat de travail temporaire
Le contrat de travail temporaire est une forme de CDD utilisé dans l'intérim. Il institue deux relations contractuelles : un premier contrat de mise à disposition unissant l'agence d'intérim et l'entreprise où le salarié va travailler ; un deuxième contrat de mission unissant l'agence intérim et le salarié intérimaire.

### Contenu

#### Les éléments communs à tous les contrats
Tous les contrats de travail doivent contenir les éléments suivants :
- la fonction qu'occupera l'employé ;
- sa qualification professionnelle ;
- la rémunération (salaire et primes (en argent ou en nature), à l'exclusion des notes de frais) ; le salaire minimal est fixé par la loi (SMIC), la convention collective (grille des salaires en fonction de la qualification), un accord d'entreprise (on applique le plus favorable à l'employé) ;
- la convention collective dont relève éventuellement l'activité ;
- la nature du contrat (durée indéterminée ou déterminée).

Un contrat peut contenir des clauses non-impératives :
- le lieu de travail (voir aussi clause de mobilité) ;
- le dédit-formation ;
- la clause d'objectif à réaliser.

Le délai de préavis en cas de démission ne peut être supérieur, dans le contrat, à celui fixé par l'usage et/ou la convention collective (CT L122-5), sauf si le salarié entend se prévaloir de cette éventuelle différence ; le délai de préavis en cas de licenciement peut tout autant être réduit, par rapport aux délais légaux ou fixés par accords collectifs (CT L122-6), si le salarié en fait la demande ou s'il accepte explicitement une proposition de cette nature.
Le règlement intérieur et la convention collective doivent être présentés lors de la signature du contrat, un exemplaire de cette dernière doit même parfois être remis au salarié. L'employeur doit faire une déclaration préalablement à l'embauche auprès de l'URSSAF précisant notamment la date d'embauche, les références de l'organisme de Sécurité sociale, les coordonnées de l'entreprise, le lieu de travail et le type de contrat (CDI, CDD).

#### Les clauses spécifiques facultatives
Le contrat de travail peut être très succinct et limité aux points ci-dessus, la loi et la convention collective fixant un grand nombre de points. Mais il contient en général des clauses supplémentaires. Parmi les clauses classiques :
- la clause par laquelle le futur employé se déclare libre de tout engagement ;
- la clause d'exclusivité : l'employeur peut vouloir s'assurer que le salarié bénéficie d'un repos quotidien minimum de 11h et d'un repos hebdomadaire de 35 heures consécutives et ainsi exiger, lorsqu'il s'agit d'un emploi à temps complet, que l'employé n'ait pas d'autre emploi ;
- la période d'essai (parfois incluse dans la convention collective) : il s'agit d'une période limitée dans le temps, éventuellement renouvelable avec l'aval explicite du salarié, durant laquelle l'employé comme l'employeur peuvent mettre fin au contrat de travail sans aucune formalité.

L'article L1221-23 de la loi du 25 juin 2008 : précise que la période d’essai et la possibilité de la renouveler ne se présument pas. Elles sont expressément stipulées dans la lettre d'engagement du contrat de travail.
L'article L1221-21 de la loi du 25 juin 2008 : précise que la durée de la période d'essai, renouvellement compris, ne peut pas dépasser 4 mois pour les ouvriers et employés, 6 mois pour les agents de maîtrise et technicien et 8 mois pour les cadres.
Le contrat de travail peut aussi contenir certaines clauses restrictives pour l'employé, et qui s'accompagnent parfois de compensation (par exemple financières) :
- clause de mobilité : par cette clause, l'employé s'engage à accepter une mutation, un refus pouvant être (sous réserve de l'appréciation des juges) un motif de rupture du contrat de travail pour faute grave (insubordination) ;
- clause de non-concurrence : par cette clause, l'employé s'engage à ne pas travailler pour une entreprise du même secteur d'activité, dans une zone géographique définie et dans un temps limité, après son licenciement ou sa démission ; elle doit faire l'objet d'une contrepartie financière[10].

## L'évolution d'un contrat de travail

### Évolution du contrat à durée indéterminée

#### Modification du contrat de travail à durée indéterminée
De manière générale, une modification du contrat de travail ne peut se faire qu'avec l'accord de l'employé.
La question qui se pose dès lors est de savoir ce qui relève de la matière contractuelle et ce qui ne relève que des conditions de travail, qui peuvent être modifiées, elles, unilatéralement par l'employeur.
Par exemple, un déménagement des locaux de l'entreprise ne constitue pas une modification substantielle du contrat de travail s'il se fait sans allongement du trajet ou bien dans un rayon de 20 km y compris en région parisienne (Cour de cassation, chambre sociale, pourvoi no 01-40.376 arrêt no 1605 du 3 juin 2003, pourvoi no 01-43.573 arrêt no 1606 du 3 juin 2003) ; de fait, plus qu'un nombre de kilomètres, les juges prennent en compte la notion de "bassin d'emplois". Le refus de l'employé est, dans un tel contexte, un motif de licenciement. Par contre, un déménagement sur une plus grande distance constitue a priori une modification du contrat de travail, le salarié peut là refuser ou négocier.
Le refus du salarié étant alors un droit, l'employeur peut toutefois le licencier pour cause économique, même s'il n'existe pas matière à un plan social ; mais, si l'employeur le licencie du seul fait de ne pas s'être présenté dans les nouveaux locaux (c'est-à-dire un motif disciplinaire), cela sera fort vraisemblablement requalifié par un conseil de prud'hommes en licenciement sans cause réelle et sérieuse.
Toute proposition de modification du contrat de travail pour raisons économiques doit être envoyée par courrier en recommandé avec accusé de réception et contenir l'information que le salarié dispose d'un délai de réflexion d'un mois et que son éventuel silence vaut accord. Une proposition de modification du contrat de travail sans invoquer de raisons économiques est soumise à l'accord formel explicite du salarié et un refus de celui-ci ne peut donner lieu à aucune sanction de l'employeur.
La diminution des heures travaillées dans le cadre d'un accord collectif de réduction du temps de travail (RTT), sans perte de salaire, n'est pas, selon la Loi Aubry II, une modification du contrat et un refus de l'employé peut être considéré comme un valable motif de licenciement individuel.
- notions de modification du contrat de travail et de modifications des conditions de travail
- changement du lieu de travail

#### Fin du contrat de travail à durée indéterminée
Il y a rupture du contrat à durée indéterminée en cas de :
- démission ;
- prise d'acte (par le salarié exclusivement) ou résiliation judiciaire aux torts de l'employeur ;
- départ ou mise à la retraite ;
- licenciement ;
- décès du salarié ;
- rupture conventionnelle.

Un licenciement peut être un licenciement pour faute grave (dans ce cas, l'employeur doit fournir une preuve du degré de gravité allégué) ou un licenciement pour cause réelle et sérieuse ; là, l'employeur a pour seule obligation de proposer de simples éléments d'appréciation, par exemple, en cas de :
- cause inhérente au comportement non fautif du salarié (insuffisance professionnelle) ou à son état de santé (inaptitude médicalement constatée),
- cause économique, si un contexte structurel ou conjoncturel de toute nature rend nécessaire la suppression de l'emploi du salarié.

Cependant, dans tous les cas, l'employeur doit fournir des éléments matériels à l'appui de sa décision susceptibles d'entraîner la conviction des juges, et ne pas se contenter d'affirmations. En cas de doute sur la réalité de ces éléments, cela profite au salarié.
Le conseil de prud'hommes peut requalifier une démission en licenciement abusif (ouvrant droit à indemnisation de la part de l'employeur ainsi qu'à la perception de l'allocation de chômage) en cas de non-respect de la part de l'employeur de l'une de ses obligations contractuelles. L'énumération du non-respect de ces obligations contractuelles ne doit pas forcément être mentionnée lors de la démission.
Dans le cas d'une mise à la retraite, un employeur ne peut pas insérer dans le contrat de travail de ses salariés une clause prévoyant une rupture automatique de la relation de travail à l’issue de l’atteinte d’un certain âge, sous peine de nullité de cette clause.

## Contrats de travail et lutte contre le chômage
Le Professeur Paul-Henri Antonmattei a récemment écrit : « On va finir par croire que c’est le droit qui crée de l’emploi alors que c’est d’abord la croissance qui joue ce rôle et ce ne sont pas les contrats aidés de ces dernières années qui permettrait d’en douter ». Nul doute que ce spécialiste du droit social a en partie raison. En partie, car des études récentes effectuées par des économistes ont montré aussi combien un droit mal réglé favorisant trop ceux qui sont en place au détriment de ceux qui veulent rentrer dans les entreprises ou trop les employeurs vis-à-vis des employés ou l’inverse pesait sur l’emploi. Bref que des relations sociales équilibrées étaient un facteur de croissance. Par contre, le constat de Paul-Henri Antonmattéi sur les contrats aidés rejoints sur bien des points les études économiques récentes sur le marché du travail en France qui, d'une certaine façon confirment ce qu’écrivait au XVIIIe siècle Etienne Bonnot de Condillac : « Un ministre qui n’embrasse pas toutes les parties qui ne saisit pas l’action réciproque des unes sur les autres, fera donc naître de plus grands abus que ceux auxquels il voudra remédier ».

### Quelques anciens contrats de travail destinés à la lutte contre le chômage
Pour lutter contre le chômage, les différents gouvernements ont créé toutes sortes de contrats spécifiques, dont de nombreux contrats aidés. Toutefois, pour des raisons politiques, d'inefficacité ou de coûts, la plupart de ces contrats ont été abandonnés. Les études récentes ont souligné le déficit d'évaluation des mesures prises
- stages rémunérés du pacte national pour l’emploi
- Stage d’insertion à la vie professionnelle (SIVP)
- Travaux d'utilité collective (TUC)
- Contrat emploi-solidarité (CES), contrat emploi consolidé (CEC)
- Contrat d'insertion professionnelle (CIP)
- Emplois-jeunes

### CNE et CPE, des contrats partiellement issus des recherches récentes des économistes
Les travaux de Blanchard Olivier et Tirole Jean (2003), de Pierre Cahuc et Kramarz Pierre (2004) ont mis l’accent sur le fait que la protection dont bénéficiaient certains salariés et les barrières mises à la capacité d’adaptation des entreprises à une donne économique en profonde mutation pesait sur la croissance et poussaient les entreprises à recourir aux CDD. Cela conduit à faire supporter l’essentiel de l’effort d’adaptation et de flexibilité sur un groupe restreint de personnes, souvent les plus jeunes ou les plus âgés. Aussi, ont-ils préconisés des mesures visant à limiter les coûts et les incertitudes pour l’entreprise des licenciements économiques en proposant une réforme du régime de cotisation à l’assurance chômage de façon à responsabiliser les entreprises au coût social du licenciement sans toutefois, les décourager d’entreprendre et de s’adapter à un monde économique en évolution rapide. Ils ont également proposés l’établissement d’un contrat unique afin de mettre un terme à la segmentation CDD et CDI. Enfin, ils ont tracé quelques pistes afin de mieux aider les salariés à passer d’un emploi à l’autre.
Les responsables gouvernementaux qui disposaient en 2005 de ces études semblent lorsqu’ils ont créé le contrat nouvelle embauche avoir surtout retenu l’inquiétude d’une partie des entrepreneurs face aux incertitudes liées aux licenciements et partiellement l’idée de réforme des cotisations chômages. Aussi, pendant la période de consolidation de deux ans l'employeur n'est pas obligé de motiver les raisons d’une cessation du contrat CNE. Ce faisant, la question est maintenant de savoir si le droit minimum des salariés tel qu’il ressort des normes internationales auxquelles nous avons souscrit est bien respecté. Pour Stéphane Carcillo ce contrat a permis de créer 40 000 ou 70 000 emplois sans rien coûter à l’État même s'il est encore un peu tôt pour établir un vrai bilan. Toutefois, pour cet économiste, le danger est grand si le CNE est étendu aux entreprises de plus de vingt salariés d’accroître une certaine insécurité sociale. Aussi préconise-t-il, au lieu de multiplier les contrats de revoir le contrat de travail à durée indéterminée. Mais début 2008, le BIT (bureau international du travail) a définitivement enterré le CNE, le jugeant non compatible avec les règles internationales élémentaires.
Le contrat première embauche a été créé sur des bases quasi-semblables mais a été immédiatement déclaré caduc. Ce contrat voulait à s’attaquer à un problème réel l'emploi de certaines catégories de jeunes. Mais d’une certaine façon, il avait les défauts qu’ont très souvent les dispositifs français de lutte contre le chômage : il n’était pas focalisé sur ceux qui ont réellement des problèmes à savoir les jeunes qui sortent sans diplôme du système scolaire.

### Les contrats de travail et l'accord du 11 janvier 2008 sur la modernisation du marché du travail
Pour certains cet accord signé par quatre syndicats de salariés pourrait être l'amorce d'une flexicurité à la française. Le texte qui réaffirme que « le contrat à durée indéterminée est la forme normale et générale du contrat de travail » prévoit trois formes de cessation du contrat : la démission, le licenciement (qui doit être motivé), ou la « rupture conventionnelle ». Il est également créé pour les ingénieurs et cadres un « contrat de mission » d'une durée minimum de 18 mois et maximum de 36 mois. Par ailleurs, la période d'essai est allongée et peut aller de deux mois pour les ouvriers et les employés à quatre mois pour les cadres avec possibilité d'allongement par accord de branche professionnelle. Les indemnités de licenciement devraient être augmentées et « une portabilité des droits » est prévue. C'est-à-dire que le salarié au chômage devrait garder durant au moins un tiers de sa durée d'indemnisation du chômage sa couverture prévoyance santé. Il devrait également conserver 100 % de son droit individuel à la formation. Si pour certains partenaires sociaux l'accord est équilibré, certains économistes sont plus dubitatifs. Pour Etienne Wasmer l'accord peut inciter les parties à se mettre d'accord sur des ruptures conventionnelles et donc à s'entendre au détriment des ASSEDIC (aléa moral). Pour pallier ce problème, Francis Kramarz propose d'instaurer une bonus-malus pour les entreprises dans le prolongement du rapport d'Olivier Blanchard et de Jean Tirole. Francis Kramarz craint que le contrat de mission des cadres ne fragilise des populations qui trouvaient facilement un CDI et considère que l'accord ne s'attaque pas à la question pour lui cruciale des règles du licenciement économique. Enfin, il s'inquiète du fait que cet accord concerne surtout les gran:)des entreprises et laisse de côté les petites entreprises où les salariés recourent plus fortement que dans d'autres pays aux Prud'hommes en cas de licenciement pour motif personnel. Il souhaiterait que les syndicats soient plus présents dans ce secteur. Cette préoccupation se retrouve dans la commission Attali qui propose de chercher un mode de financement des syndicats qui les incite à défendre les « salariés les plus fragiles : ceux des petites et moyennes entreprises, ceux qui sont à la recherche d'un emploi, ceux qui sont en situation d'exclusion professionnelle ».

## Questions éthiques
Le contrat de travail régit la relation d'un employé avec son employeur depuis son embauche jusqu'à son départ de l'entreprise. Les conditions de l'application d'un contrat de travail posent souvent des questions d'éthique, car la logique économique de l'entreprise ne cadre pas toujours avec les contraintes personnelles et familiales de l'employé.
Les conditions d'application d'un contrat de travail, les clauses du contrat, la rémunération, le mode de départ de l'entreprise, peuvent poser des questions sur le plan de l'éthique et du droit du travail.
Le type même du contrat, sur le plan juridique, peut poser des questions, comme on l'a vu avec le Contrat Première Embauche.
L'équité des relations entre l'employé, qui est une partie prenante de l'entreprise, et son employeur, est traitée dans l'article Responsabilité sociétale des entreprises.
À savoir, si un employé commence à travailler dans son entreprise sans avoir signé de contrat de travail, celui-ci est alors considéré en CDI. Cette loi est consignée dans le Code du travail afin de protéger tout salarié.

#### Listes de contrats de travail et d'anciens contrats de travail du droit français
- Contrat à durée indéterminée de chantier
- Contrat Emploi Solidarité
- Contrat d'apprentissage
- Contrat d'insertion professionnelle
- Contrat nouvelle embauche
- Contrat à durée déterminée
- Contrat à durée indéterminée
- Portage salarial (France)